# Liga Europea de la FIBA 1993-94
La trigésimo séptima edición de la Copa de Europa de Baloncesto, denominada desde dos años atrás Liga Europea de la FIBA, fue ganada por el conjunto español del 7up Joventut, consiguiendo su primer título, derrotando en la final al Olympiacos griego, disputándose la final four en el Yad Eliyahu de Tel Aviv, Israel. En la gran final, el pívot verdinegro Corny Thompson fue decisivo al meter un triple a falta de 19 segundos para finalizar el encuentro.

## Primera ronda
| Equipo 1         | Agr.    | Equipo 2              | Ida    | Vuelta |
| ---------------- | ------- | --------------------- | ------ | ------ |
| Universitatea    | 145–202 | RTI Minsk             | 74–94  | 71–108 |
| Rabotnički       | 152–135 | Tunsgram-Honvéd       | 73–61  | 79–74  |
| ASK Brocēni      | 203–190 | KTP                   | 110–92 | 93–98  |
| Pezinok          | 151–167 | Fidefinanz Bellinzona | 79–76  | 72–91  |
| Budivelnyk       | 143–170 | Guildford Kings       | 58–84  | 85–86  |
| Résidence        | 130–180 | USK Praha             | 67–94  | 63–86  |
| Kalev            | 0–40*   | Croatia Osiguranje    | 0–20   | 0–20   |
| Vllaznia         | 130–172 | SÜBA Sankt Pölten     | 60–94  | 70–78  |
| Hapoel Tel Aviv  | 150–162 | Benfica               | 83–75  | 67–87  |
| CSKA Moscú       | 150–154 | Smelt Olimpija        | 88–65  | 62–89  |
| Canoe Jeans EBBC | 172–165 | Śląsk Wrocław         | 87–82  | 85–83  |
| Keflavik         | 162–252 | Žalgiris              | 98–128 | 64–124 |
| Levski Sofia     | 178–174 | Achilleas Kaimakli    | 109–91 | 69–83  |

*Kalev se retiró antes del partido de ida, y al Croatia Osiguranje Split se le asignó un marcador de 20-0 en ambos partidos.

## Segunda ronda
| Equipo 1              | Agr.    | Equipo 2                    | Ida     | Vuelta |
| --------------------- | ------- | --------------------------- | ------- | ------ |
| RTI Minsk             | 88–127  | Banca Catalana FC Barcelona | 88–107  | 0–20*  |
| Rabotnički            | 163–177 | Pau-Orthez                  | 74–86   | 89–91  |
| ASK Brocēni           | 148–169 | 7up Joventut                | 79–81   | 69–88  |
| Fidefinanz Bellinzona | 180–194 | Shampoo Clear Cantù         | 105–104 | 75–90  |
| Guildford Kings       | 151–149 | Hapoel Galil Elyon          | 86–78   | 65–71  |
| USK Praha             | 148–185 | Benetton Treviso            | 75–88   | 73–97  |
| Croatia Osiguranje    | 132–146 | Maes Pils                   | 72–63   | 60–83  |
| SÜBA Sankt Pölten     | 156–179 | Cibona                      | 78–85   | 78–94  |
| Benfica               | 163–154 | Smelt Olimpija              | 87–63   | 76–91  |
| Canoe Jeans EBBC      | 144–168 | Bayer 04 Leverkusen         | 84–83   | 60–85  |
| Žalgiris              | 132–134 | Efes Pilsen                 | 60–77   | 72–57  |
| Levski Sofia          | 147–165 | Panathinaikos               | 68–84   | 79–81  |

*RTI Minsk renunció a jugar el partido de vuelta, asignándosele al FC Barcelona un marcador de 20-0 en ese partido.
Clasificados automáticamente para la fase de grupos
- Limoges CSP (defensor del título)
- Real Madrid Teka
- Buckler Beer Bologna
- Olympiacos

## Fase de grupos
|  | Los cuatro primeros de cada grupo se clasifican para cuartos de final |

|    | Equipo                      | Par. | Pts. | G  | P  | PF   | PC   |
| -- | --------------------------- | ---- | ---- | -- | -- | ---- | ---- |
| 1. | Olympiacos                  | 14   | 25   | 11 | 3  | 1047 | 897  |
| 2. | Real Madrid Teka            | 14   | 23   | 9  | 5  | 1123 | 978  |
| 3. | Limoges CSP                 | 14   | 23   | 9  | 5  | 1013 | 979  |
| 4. | Banca Catalana FC Barcelona | 14   | 22   | 8  | 6  | 1132 | 1067 |
| 5. | Maes Pils                   | 14   | 22   | 8  | 6  | 1040 | 1072 |
| 6. | Benetton Treviso            | 14   | 21   | 7  | 7  | 1085 | 1072 |
| 7. | Bayer 04 Leverkusen         | 14   | 18   | 4  | 10 | 1022 | 1045 |
| 8. | Guildford Kings             | 14   | 14   | 0  | 14 | 889  | 1241 |

|    | Equipo               | Par. | Pts. | G  | P  | PF   | PC   |
| -- | -------------------- | ---- | ---- | -- | -- | ---- | ---- |
| 1. | Efes Pilsen          | 14   | 24   | 10 | 4  | 1005 | 957  |
| 2. | Panathinaikos        | 14   | 23   | 9  | 5  | 1076 | 1024 |
| 3. | 7up Joventut         | 14   | 23   | 9  | 5  | 1116 | 1026 |
| 4. | Buckler Beer Bologna | 14   | 23   | 9  | 5  | 1139 | 1017 |
| 5. | Cibona               | 14   | 23   | 9  | 5  | 1126 | 1069 |
| 6. | Benfica              | 14   | 19   | 5  | 9  | 1016 | 1093 |
| 7. | Pau-Orthez           | 14   | 17   | 3  | 11 | 1044 | 1155 |
| 8. | Shampoo Clear Cantù  | 14   | 16   | 2  | 12 | 1011 | 1192 |

## Cuartos de final
Los equipos mejor clasificados jugaban los partidos 2 y 3 en casa.
| Equipo 1                    | Agr. | Equipo 2         | Ida   | Vuelta | 3er partido |
| --------------------------- | ---- | ---------------- | ----- | ------ | ----------- |
| Buckler Beer Bologna        | 1–2  | Olympiacos       | 77–64 | 69–89  | 62–65       |
| 7up Joventut                | 2–0  | Real Madrid Teka | 88–69 | 71–67  |             |
| Banca Catalana FC Barcelona | 2–1  | Efes Pilsen      | 54–50 | 64–73  | 76–62       |
| Limoges CSP                 | 1–2  | Panathinaikos    | 75–68 | 48–59  | 73–87       |

## Final Four

### Semifinales
19 de abril, Yad Eliyahu Arena, Tel Aviv
| Equipo 1                    | Resultado | Equipo 2      |
| --------------------------- | --------- | ------------- |
| Olympiacos                  | 77–72     | Panathinaikos |
| Banca Catalana FC Barcelona | 65–79     | 7up Joventut  |

### Tercer y cuarto puesto
21 de abril, Yad Eliyahu Arena, Tel Aviv
| Equipo 1                    | Resultado | Equipo 2      |
| --------------------------- | --------- | ------------- |
| Banca Catalana FC Barcelona | 83–100    | Panathinaikos |

### Final
| 21 de abril de 1994 | 7up Joventut                                       | 59–57           | Olympiacos                                   | |  |
|                     | Parciales: 39-39, 20–18                            |                 |                                              | |  |
|                     | Estadísticas Ferrán Martínez 17 Ferrán Martínez 10 | Reporte Pts Reb | Estadísticas 15 Žarko Paspalj 14 Toy Tarpley | Pabellón: Yad Eliyahu, Tel-Aviv Asistencia: 8.000 espectadores Árbitros: Reuven Virovnik (ISR), Stefano Cazzaro (ITA) |  |

| Campeón de la Liga Europea de la FIBA 1993–94 |
| --------------------------------------------- |
| 7up Joventut 1.er título                      |

### Clasificación final
|  | Equipo                      |
|  | --------------------------- |
|  | 7up Joventut                |
|  | Olympiacos                  |
|  | Panathinaikos               |
|  | Banca Catalana FC Barcelona |